# Île Ruggles
L'île Ruggles (en anglais, Ruggles Island; en espagnol, Isla Libertad) est une île des îles Malouines (en anglais, Falkland Islands; en espagnol, Islas Malvinas).

## Administration
Les îles sont administrées par le Royaume-Uni dans le cadre du Territoire britannique d'outre-mer des îles Falkland. Elle est revendiquée par la République argentine, qui en fait une partie du Département des îles de l'Atlantique Sud dans la province de Terre de Feu, Antarctique et îles de l'Atlantique sud.

## Description
Elle est située au sud-ouest de la Malouine orientale (près de sa pointe la plus à l'ouest), dans le détroit des Malouines. Au sud se trouve Speedwell Island et à l'ouest se trouve l'île Calista.
L'île a quelques épaves :
- En septembre 1860, le clipper américain Sea Ranger coula ici.
- En septembre 1885, le navire italien Luigrya y a fait naufrage, avec une cale pleine de statues de marbre, qui, selon le folklore local, peuvent encore être vues sous l'eau.

En 1994, une petite équipe de plongeurs de Port Stanley a découvert le Luigrya gisant à environ 8 mètres de la côte de l'île, sa cargaison de marbre est toujours intacte.